# Stipa
Pour les articles homonymes, voir Stipa (homonymie) et Stipe.
Genre
Classification phylogénétique
Stipa est un genre de plantes monocotylédones de la famille des Poaceae. Ce sont les stipes véritables.
De nombreuses espèces de Stipa sont cultivées comme plantes fourragères. D'autres, telles que  Stipa brachytricha, Stipa arundinacea, Stipa splendens, Stipa calamagrostis, Stipa gigantea et Stipa pulchra, sont utilisées comme plantes ornementales. Une espèce, l'alfa (Stipa tenacissima), est utilisée pour la fabrication d'objets de sparterie et de papier.

## Liste des espèces, sous-espèces et variétés
Selon World Checklist of Selected Plant Families (WCSP) (9 juillet 2016) :
- Stipa academica Hicken (1924)
- Stipa acuta Swallen (1940)
- Stipa adamii M.Nobis (2010)
- Stipa adoxa Klokov & Osychnyuk (1976)
- Stipa aktauensis Roshev. (1932)
- Stipa × alaica Pazij, Opred. Rast. Sred. Azii 1: 76, 200 (1968)
- Stipa albasiensis L.Q.Zhao & K.Guo (2011)
- Stipa aliena Keng (1941)
- Stipa almeriensis F.M.Vázquez (2006)
- Stipa alta Swallen (1943)
- Stipa ambigua Speg. (1925)
- Stipa annua Mez (1921)
- Stipa antiatlantica (Barreña, D.Rivera, Alcaraz & Obón) (2006)
- Stipa apertifolia Martinovský (1967)
- Stipa arabica Trin. & Rupr. (1842)
- Stipa araxensis Grossh. (1927)
- Stipa argillosa Kotukhov (1998)
- Stipa arida M.E.Jones, Proc. Calif. Acad. Sci., ser. 2 (1895)
- Stipa asperella Klokov & Osychnyuk (1976)
- Stipa atlantica P.A.Smirn. (1929)
- Stipa atriseta Stapf ex Bor (1970)
- Stipa austroaltaica Kotukhov (1987)
- Stipa austroitalica Martinovský (1965)
- Stipa austromongolica M.Nobis (2013)
- Stipa azutavica Kotukhov (1998)
- Stipa badachschanica Roshev. (1949)
- Stipa baicalensis Roshev. (1929)
- Stipa baktashevae Tzvelev (2014)
- Stipa balansae H.Scholz (1996)
- Stipa barbata Desf. (1798)
- Stipa barrancaensis F.A.Roig (1964 publ. 1966)
- Stipa bavarica Martinovský & H.Scholz (1968)
- Stipa bhutanica Noltie (1999)
- Stipa boczantzevii Tzvelev (2012)
- Stipa bomanii Hauman (1917)
- Stipa brachychaeta Godr. (1853)
- Stipa brachyptera Klokov (1976)
- Stipa bracteata Swallen (1940)
- Stipa breviflora Griseb. (1868)
- Stipa brevipes É.Desv. (1854)
- Stipa breviseta Caro & E.A.Sánchez (1973)
- Stipa × brozhiana M.Nobis (2011)
- Stipa bungeana Trin. (1833)
- Stipa capillacea Keng (1941)
- Stipa capillata L. (1762)
- Stipa castellanosii F.A.Roig (1967)
- Stipa caucasica Schmalh. (1892)
- Stipa caudata Trin., Mém. Acad. Imp. Sci. St.-Pétersbourg, Sér. 6 (1830)
- Stipa chingii Hitchc. (1930)
- Stipa chitralensis Bor (1954)
- Stipa clandestina Hack. (1910)
- Stipa comata Trin. & Rupr. (1842)
- Stipa conferta Poir. (1817)
- Stipa consanguinea Trin. & Rupr. (1842)
- Stipa constricta Hitchc. (1925)
- Stipa coronata Thurb. (1880)
- Stipa cretacea P.A.Smirn., Byull. Moskovsk. Obshch. Isp. Prir., Otd. Biol., n.s. (1940)
- Stipa curvifolia Swallen (1933)
- Stipa × czerepanovii Kotukhov (1998)
- Stipa daghestanica Grossh. (1919)
- Stipa dasyphylla (Lindem.) Czern. ex Trautv. (1884)
- Stipa dasyvaginata Martinovský (1970)
- Stipa diastrophica F.A.Roig (2009)
- Stipa diegoensis Swallen (1940)
- Stipa dregeana Steud. (1854)
- Stipa durifolia Parodi ex Torres (1997)
- Stipa duthiei Hook.f. (1896)
- Stipa editorum E.Fourn. (1886)
- Stipa ehrenbergiana Trin. & Rupr. (1842)
- Stipa eminens Cav. (1799)
- Stipa endotricha Martinovský (1972)
- Stipa fallacina Klokov & Osychnyuk (1976)
- Stipa gaubae Bor (1970)
- Stipa × gegarkunii P.A.Smirn. (1934)
- Stipa gigantea Link (1800)
  - sous-espèce Stipa gigantea subsp. donyanae F.M.Vázquez & Devesa (1996)
  - sous-espèce Stipa gigantea subsp. gigantea
  - sous-espèce Stipa gigantea subsp. maroccana (Pau & Font Quer) F.M.Vázquez & Devesa (1997)
- Stipa gnezdilloi Pazij, Opred. Rast. Sred. Azii 1: 77, 201 (1968)
- Stipa gracilis Roshev. (1916)
- Stipa grandis P.A.Smirn. (1929)
- Stipa hans-meyeri Pilg. (1921)
- Stipa haussknechtii Boiss. (1884)
- Stipa henrardiana Parodi, Blumea (1946)
- Stipa henryi Rendle, J. Linn. Soc. (1904)
- Stipa heptapotamica Golosk. (1959)
- Stipa himalaica Roshev. (1924)
- Stipa hirticulmis S.L.Hatch, Valdés-Reyna & Morden (1986)
- Stipa × hissarica M.Nobis (2013)
- Stipa hoggarensis Chrtek & Martinovský (1969)
- Stipa hohenackeriana Trin. & Rupr. (1842)
- Stipa holosericea Trin., Mém. Acad. Imp. Sci. St.-Pétersbourg, Sér. 6 (1830)
- Stipa hookeri Stapf, J. Linn. Soc. (1894)
  - variété Stipa hookeri var. hookeri
  - variété Stipa hookeri var. ramosa (Bor) Karthik. (1989)
- Stipa hypsophila Speg. (1925)
- Stipa hystricina Speg. (1901)
- Stipa iberica Martinovský (1966)
- Stipa ichu (Ruiz & Pav.) Kunth (1829)
- Stipa illimanica Hack. (1912)
- Stipa iranica Freitag (1985)
- Stipa isoldeae H.Scholz (1989)
- Stipa issaevii Mussajev & Sadychov (1978)
- Stipa juncea L. (1753)
- Stipa juncoides Speg. (1896)
- Stipa × kamelinii Kotukhov (1998)
- Stipa karataviensis Roshev., Trudy Pochv.-Bot. Eksped. Izsl. Kolon. Raionov Aziatsk. Rossii, Chast 2 (1910)
- Stipa karjaginii Mussajev & Sadychov (1977)
- Stipa kempirica Kotukhov (1994)
- Stipa keniensis (Pilg.) Freitag (1989)
- Stipa kirghisorum P.A.Smirn. (1925)
- Stipa klimesii M.Nobis (2014)
- Stipa × kolakovskyi Tzvelev (1993)
- Stipa korshinskyi Roshev. (1916)
- Stipa kotuchovii M.Nobis (2011)
- Stipa krylovii Roshev. (1929)
- Stipa lagascae Roem. & Schult., Syst. Veg. (1817)
- Stipa latiglumis Swallen (1933)
- Stipa lemmonii (Vasey) Scribn. (1901)
- Stipa leptogluma Pilg. (1898)
- Stipa leptostachya Griseb. (1879)
- Stipa lessingiana Trin. & Rupr. (1842)
- Stipa letourneuxii Trab. (1889)
  - sous-espèce Stipa letourneuxii subsp. ignea F.M.Vázquez (2007)
  - sous-espèce Stipa letourneuxii subsp. letourneuxii
  - sous-espèce Stipa letourneuxii subsp. tunetana (H.Scholz) H.Scholz (2006)
- Stipa lettermanii Vasey (1886)
- Stipa lingua Junge (1910)
- Stipa lipskyi Roshev. (1916)
- Stipa longiplumosa Roshev. (1934)
- Stipa macbridei Hitchc. (1923)
- Stipa magnifica Junge (1910)
- Stipa majalis Klokov (1976)
  - sous-espèce Stipa majalis subsp. majalis
  - sous-espèce Stipa majalis subsp. setulosissima (Klokov) F.M.Vázquez & M.Gut. (2011)
- Stipa mandavillei Freitag (1989)
- Stipa × manrakica Kotukhov (1989)
- Stipa margelanica P.A.Smirn. (1929)
- Stipa martinovskyi Klokov (1976)
- Stipa mayeri Martinovský (1971)
- Stipa media (Speg.) Caro (1966)
- Stipa meridionalis F.M.Vázquez & Devesa (1997)
- Stipa milleana Hitchc. (1925)
- Stipa mongolorum Tzvelev, Trudy Bot. Inst. Akad. Nauk S.S.S.R. (1968)
- Stipa multinodis Scribn. ex Beal (1896)
- Stipa munroana Bor (1954)
- Stipa nachiczevanica Mussajev & Sadychov (1977)
- Stipa nakaii Honda (1936)
- Stipa narynica M.Nobis (2012)
- Stipa neaei Nees ex Steud. (1854)
- Stipa nelsonii Scribn. (1898)
- Stipa neomexicana (Thurb.) Scribn. (1899)
- Stipa nevadensis B.L.Johnson (1962)
- Stipa novakii Martinovský (1966)
- Stipa obtusa (Nees & Meyen) Hitchc. (1925)
- Stipa occidentalis Thurb. ex S.Watson (1871)
- Stipa offneri Breistr., Procès-Verbaux Soc. Dauphin. Études Biol., Bio-Club, sér. 3 (1950)
- Stipa okmirii A.V.Dengubenko (1980)
- Stipa orientalis Trin. (1829)
- Stipa ovczinnikovii Roshev. (1934)
- Stipa pachypus Pilg. (1920)
- Stipa pappiformis Keng (1941)
- Stipa papposa Nees (1829)
- Stipa parishii Vasey (1882)
- Stipa pavlovii Kotukhov (1998)
- Stipa penicillata Hand.-Mazz. (1936)
- Stipa pennata L. (1753)
  - sous-espèce Stipa pennata subsp. pennata
  - sous-espèce Stipa pennata subsp. sabulosa (Pacz.) Tzvelev (1973)
- Stipa perplexa (Hoge & Barkworth) Wipff & S.D.Jones (1995)
- Stipa petriei Buchanan (1880)
- Stipa pinetorum M.E.Jones, Proc. Calif. Acad. Sci., ser. 2 (1895)
- Stipa platypoda Bor (1965)
- Stipa plumosa Trin. (1836)
- Stipa pogonathera É.Desv. (1854)
- Stipa polyclada Hack. (1911)
- Stipa pontica P.A.Smirn. (1929)
- Stipa przewalskyi Roshev. (1920)
- Stipa pseudocapillata Roshev. (1916)
- Stipa pseudoichu Caro (1966)
- Stipa psylantha Speg. (1925)
- Stipa pugionata Caro & E.A.Sánchez (1973)
- Stipa pulcherrima K.Koch (1848)
- Stipa pungens Nees & Meyen (1834)
- Stipa rechingeri Martinovský (1972)
- Stipa regeliana Hack., Sitzungsber. Kaiserl. Akad. Wiss., Wien, Math.-Naturwiss. Cl., Abt. 1 (1884)
- Stipa richardsonii Link (1833)
- Stipa richteriana Kar. & Kir. (1841)
- Stipa rigidiseta (Pilg.) Hitchc. (1925)
- Stipa roborowskyi Roshev. (1920)
- Stipa robusta (Vasey) Scribn. (1897)
- Stipa rohmooiana Noltie (1999)
- Stipa rosea Hitchc. (1925)
- Stipa rubens P.A.Smirn. (1925)
- Stipa saposhnikowii (Roshev.) Kitag. (1942)
- Stipa sareptana Beck (1882)
- Stipa saxicola Hitchc. (1925)
- Stipa scabrifolia Torres (1997)
- Stipa scholzii Valdés (2006)
- Stipa scirpea Speg. (1901)
- Stipa scribneri Vasey (1884)
- Stipa sczerbakovii Kotukhov (1991)
- Stipa sicula Moraldo, la Valva, Ricciardi & Caputo (1985)
- Stipa sosnowskyi Seredin (1961)
- Stipa spartea Trin., Mém. Acad. Imp. Sci. St.-Pétersbourg, Sér. 6 (1830)
- Stipa splendens Trin. (1821)
- Stipa stillmanii Bol. (1872)
- Stipa subaristata (Matthei) Caro & E.A.Sánchez (1973)
- Stipa subplumosa Hicken ex F.A.Roig (1972)
- Stipa syreistschikowii P.A.Smirn., Index Seminum (MHA (1948)
- Stipa × tadzhikistanica M.Nobis (2013)
- Stipa × talassica Pazij (1948)
- Stipa tenacissima L. (1759)
- Stipa thurberiana Piper (1900)
- Stipa tianschanica Roshev. (1916)
- Stipa tirsa Steven (1857)
- Stipa tortuosa É.Desv. (1854)
- Stipa transcarpatica Klokov (1976)
- Stipa turkestanica Hack. (1906)
  - sous-espèce Stipa turkestanica subsp. macroglossa (P.A.Smirn.) R.Gonzalo (2013)
  - sous-espèce Stipa turkestanica subsp. trichoides (P.A.Smirn.) Tzvelev (1974)
  - sous-espèce Stipa turkestanica subsp. turkestanica
- Stipa venusta Phil. (1891)
- Stipa × zaissanica Kotukhov (1991)
- Stipa zeravshanica M.Nobis (2013)
- Stipa zuvantica Tzvelev (1966)